# Ria de Aveiro
Koordinaten: 40° 45′ 30″ N, 8° 41′ 15″ W

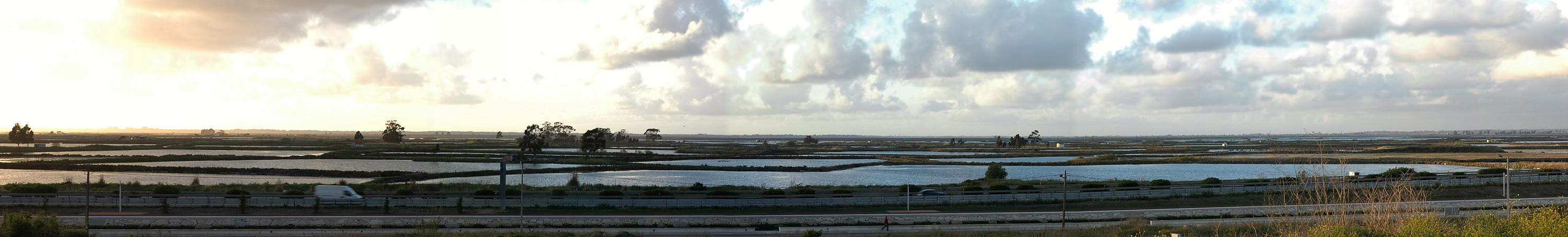
Die Ria von Aveiro bei Sonnenuntergang: Blick aus dem Stadtgebiet von Aveiro über die vorgelagerte Wasserlandschaft Richtung Nordwesten

Die Ria von Aveiro ist eine Wasserlandschaft an der portugiesischen Westküste. Sie erstreckt sich zwischen Ovar im Norden und Mira im Süden auf etwa 45 km Länge an der Küste entlang. Ihre größte Ausdehnung erreicht sie mit ca. 11 km bei der Stadt Aveiro, an der Mündung des Rio Vouga. Der Campus der in den 1980er Jahren nach Plänen des Architekten Nuno Portas umgestalteten Universität Aveiro grenzt an die Wasserlandschaft.
Die Ria von Aveiro ist bekannt für ihren Artenreichtum, der sich in dieser einzigartigen Brackwasser-Landschaft entwickelt hat. Ebbe und Flut des Atlantik versorgen das Gebiet mit reichlich frischem Salzwasser, die Mündungen der Flüsse sorgen für Süßwassernachschub. Im Bereich des Stadtgebietes von Aveiro wird die Ria zur Salzgewinnung genutzt: Bei Flut wird Salzwasser auf spezielle Felder geleitet, das durch die Sonneneinstrahlung verdampft und kristallisiertes Meersalz zurücklässt. Das Salz wird zu Haufen aufgeschüttet, die als weiße Kegel die Landschaft prägen.
Der Artenreichtum der ausgedehnten Gewässer ist die traditionelle Lebensgrundlage der zahlreichen Fischer der Region.